# Chitra Visweswaran
Chitra Visweswaran (12 ottobre 1950) è una danzatrice e coreografa indiana a cui è stata conferita l'onorificenza civile Padma Shri nel 1992.
Introdotta al Bharatanatyam dalla madre, iniziò a danzare a 11 anni, e fondò la Chidambaram Academy of Performing Arts a Chennai nel 1975.
Le sue interpretazioni prevedono una maggior attenzione all'espressività e alla narrativa, lasciando in secondo piano i costumi.